# زاپاتا (تگزاس)
زاپاتا، تگزاس(به انگلیسی: Zapata, Texas) شهری در ایالت تگزاس از ایالات جنوبی ایالات متحده آمریکا است. در سرشماری سال ۲۰۰۰، جمعیت این شهر ۴۸۵۶ نفر اعلام شد.

## نگارخانه

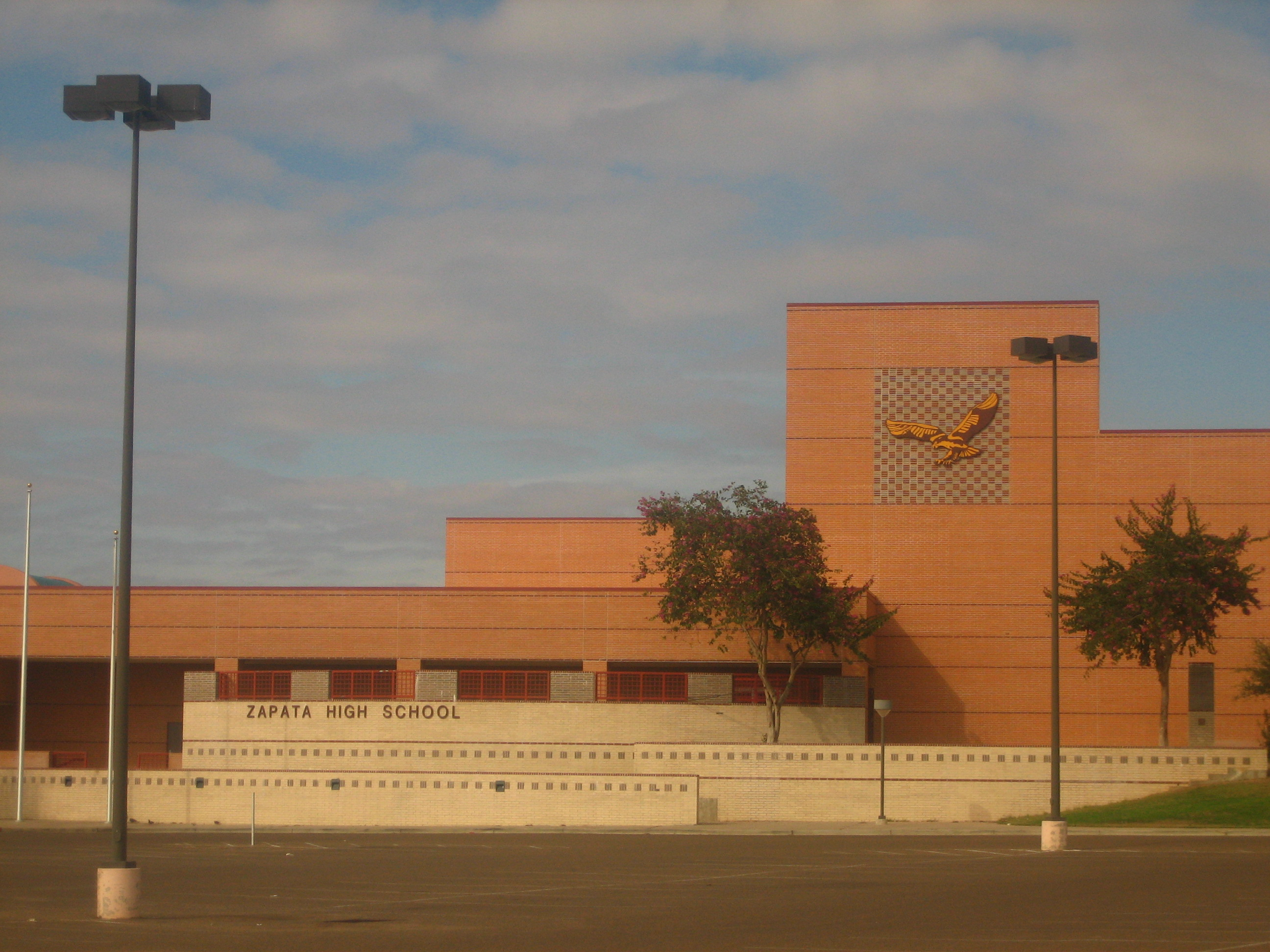
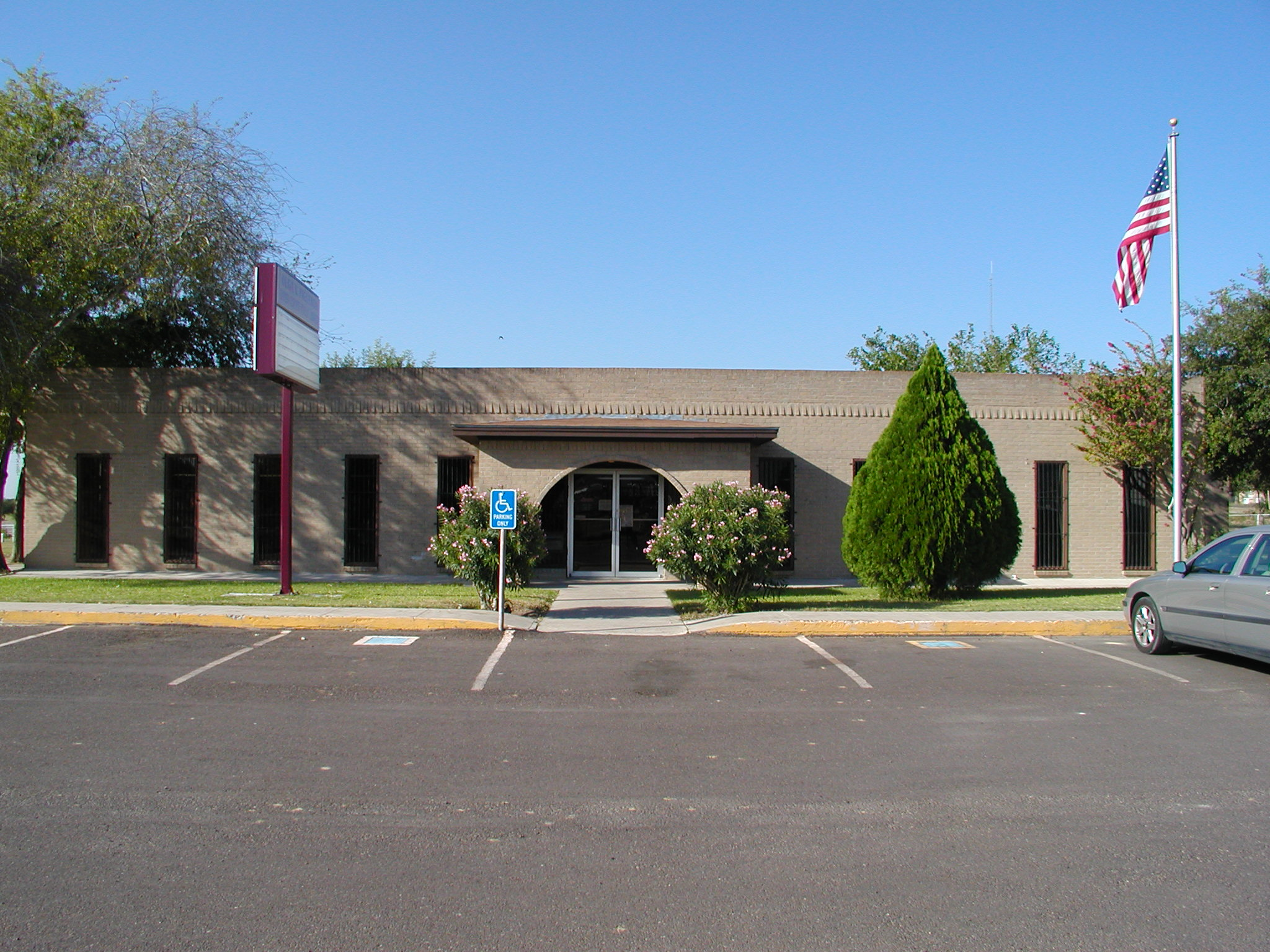
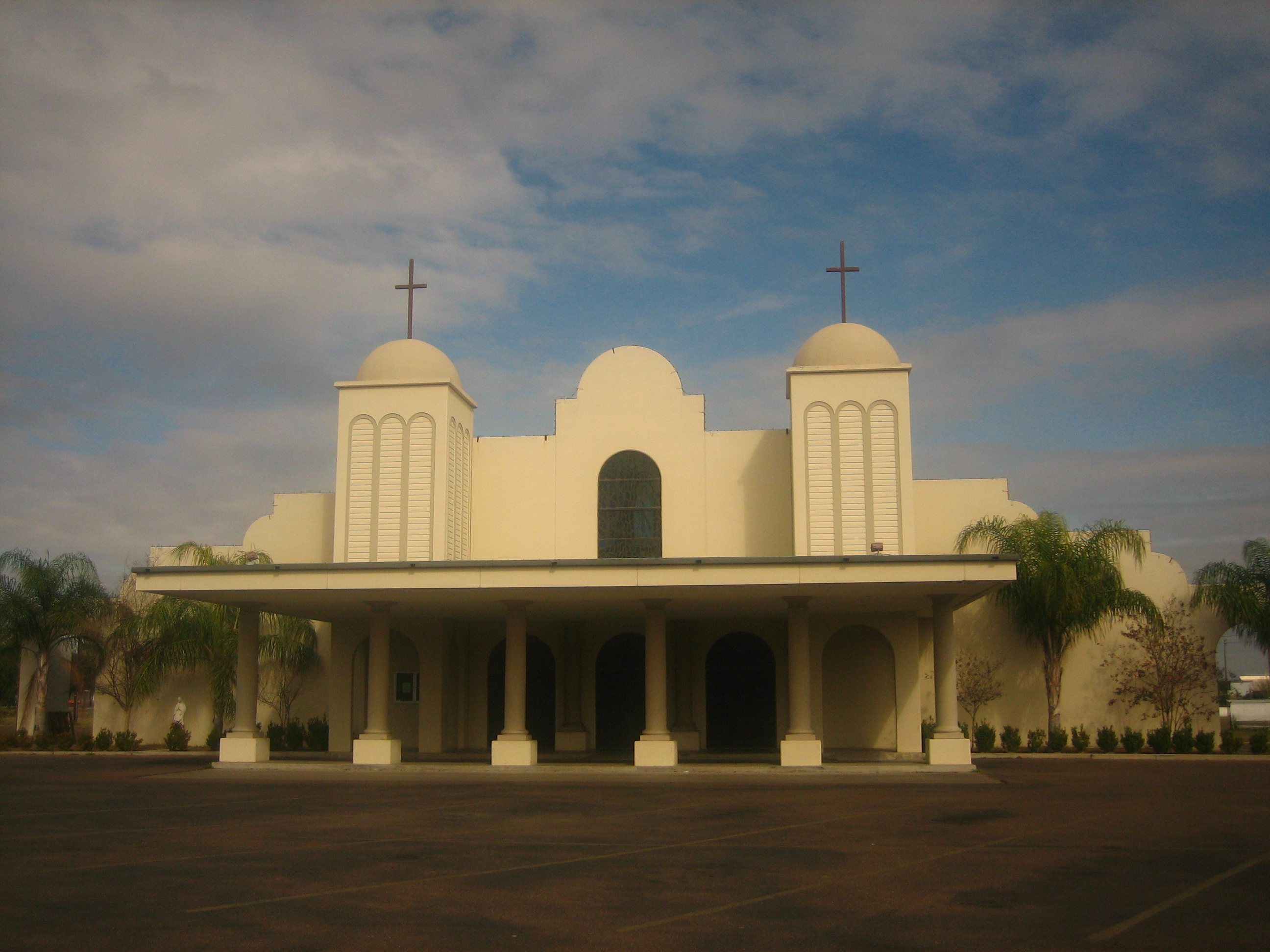
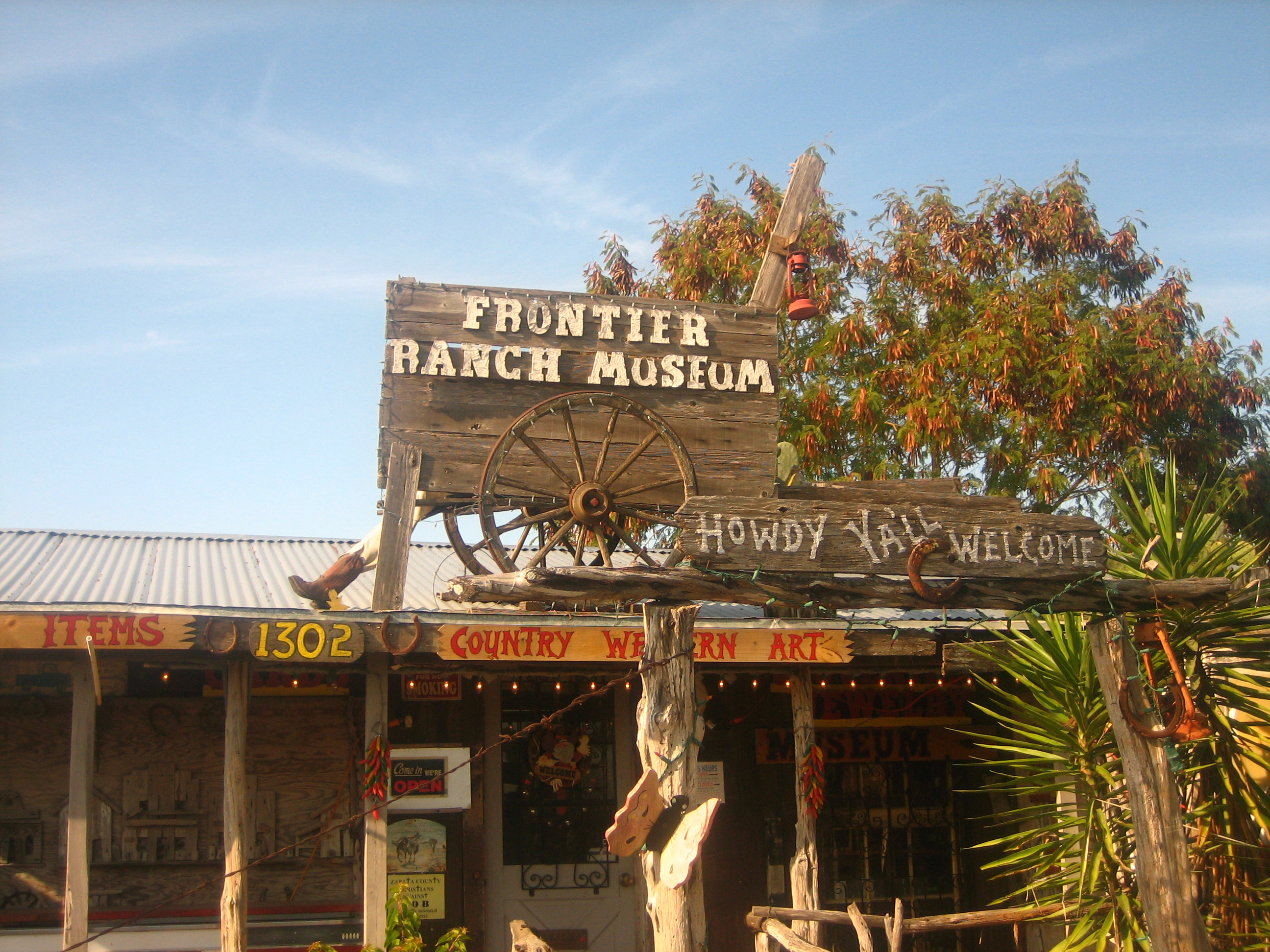
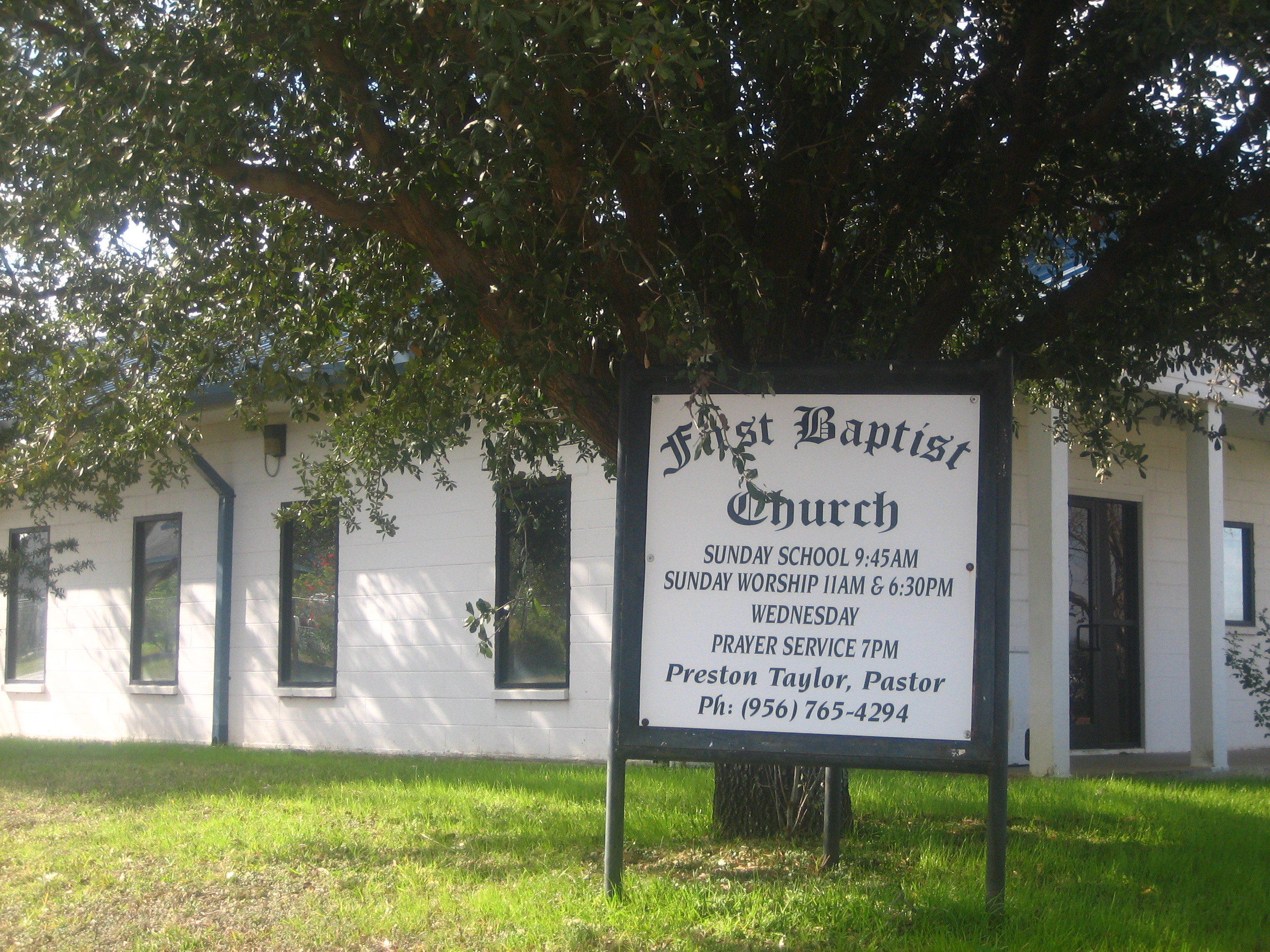
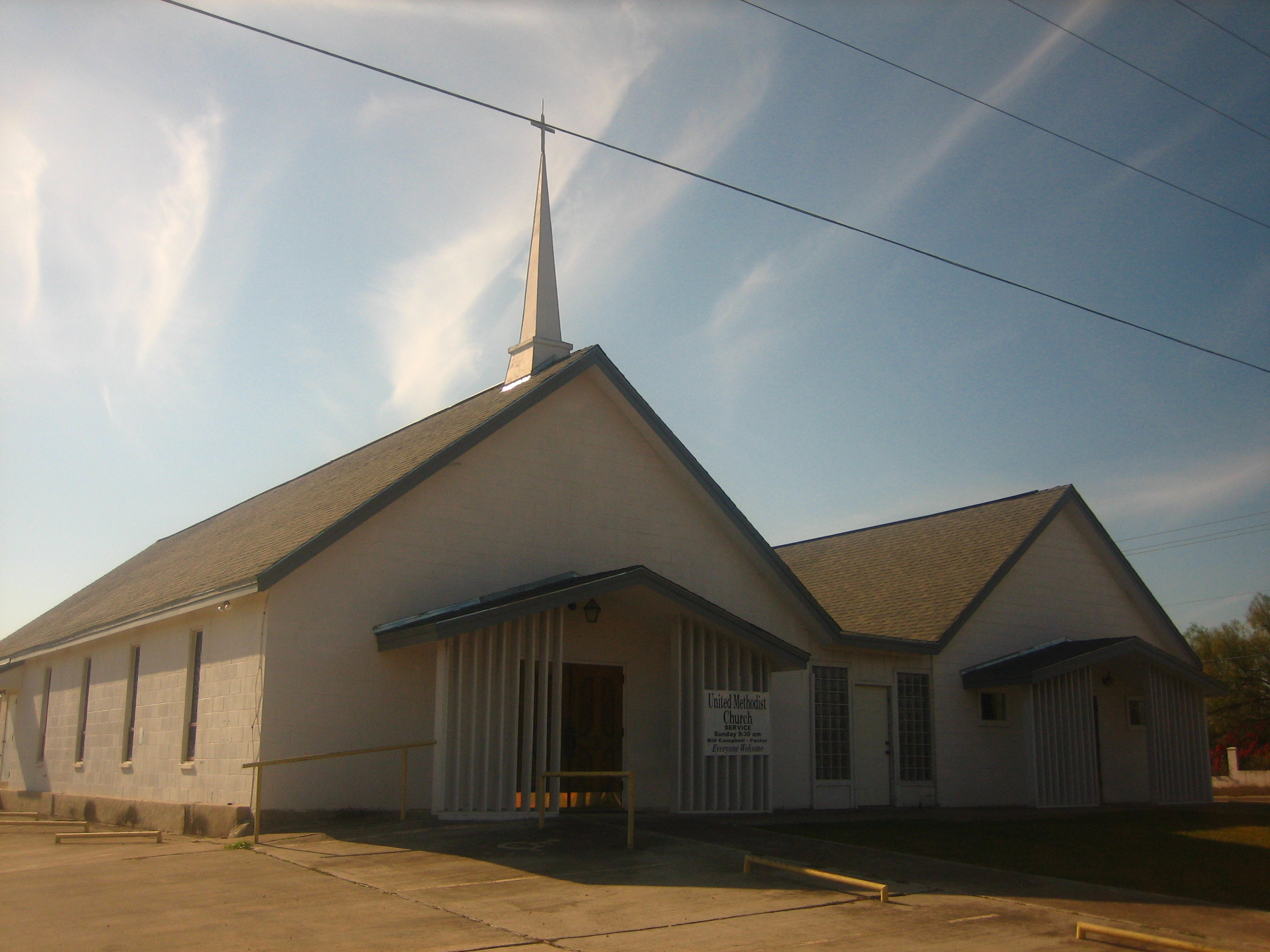
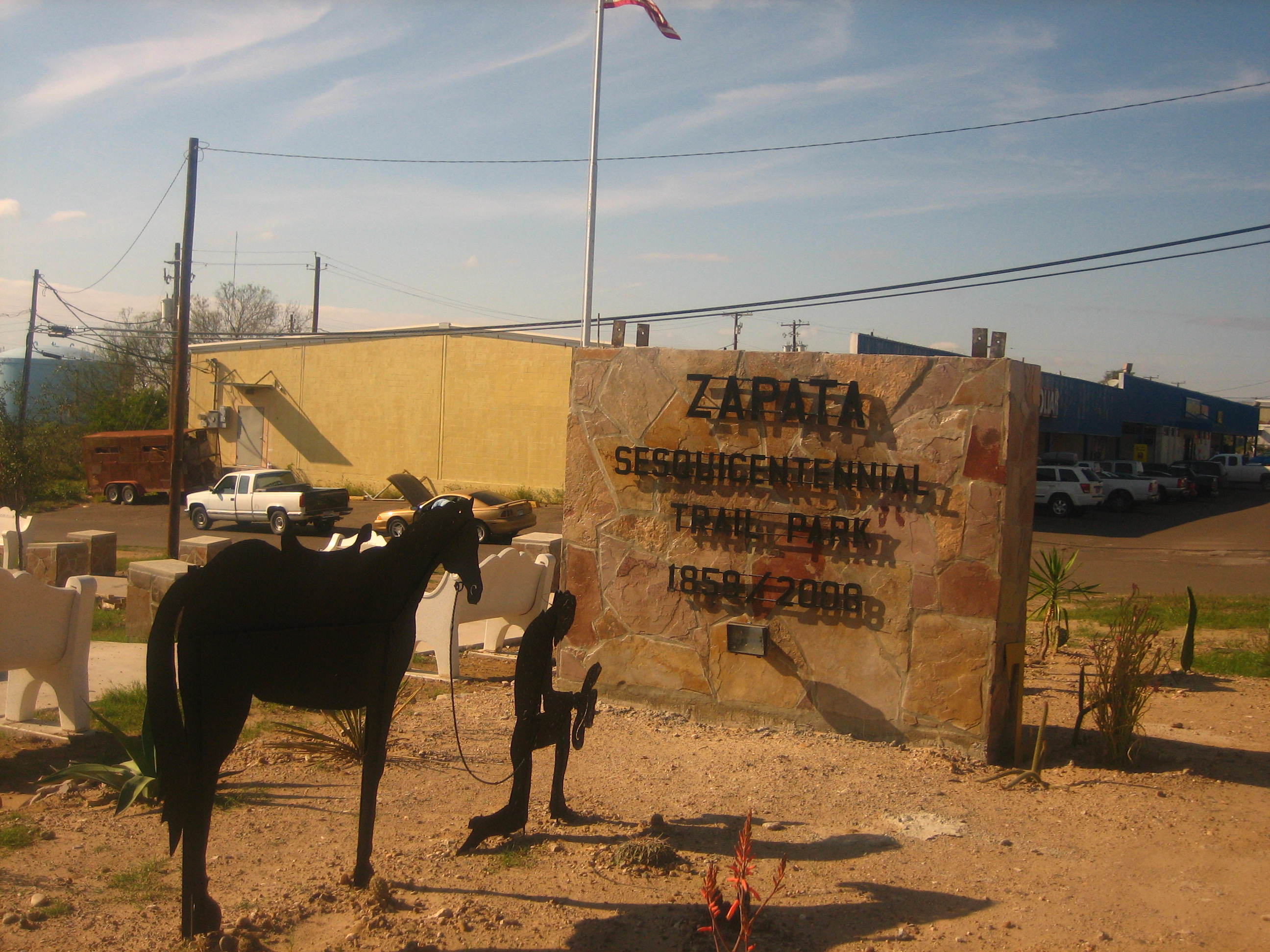
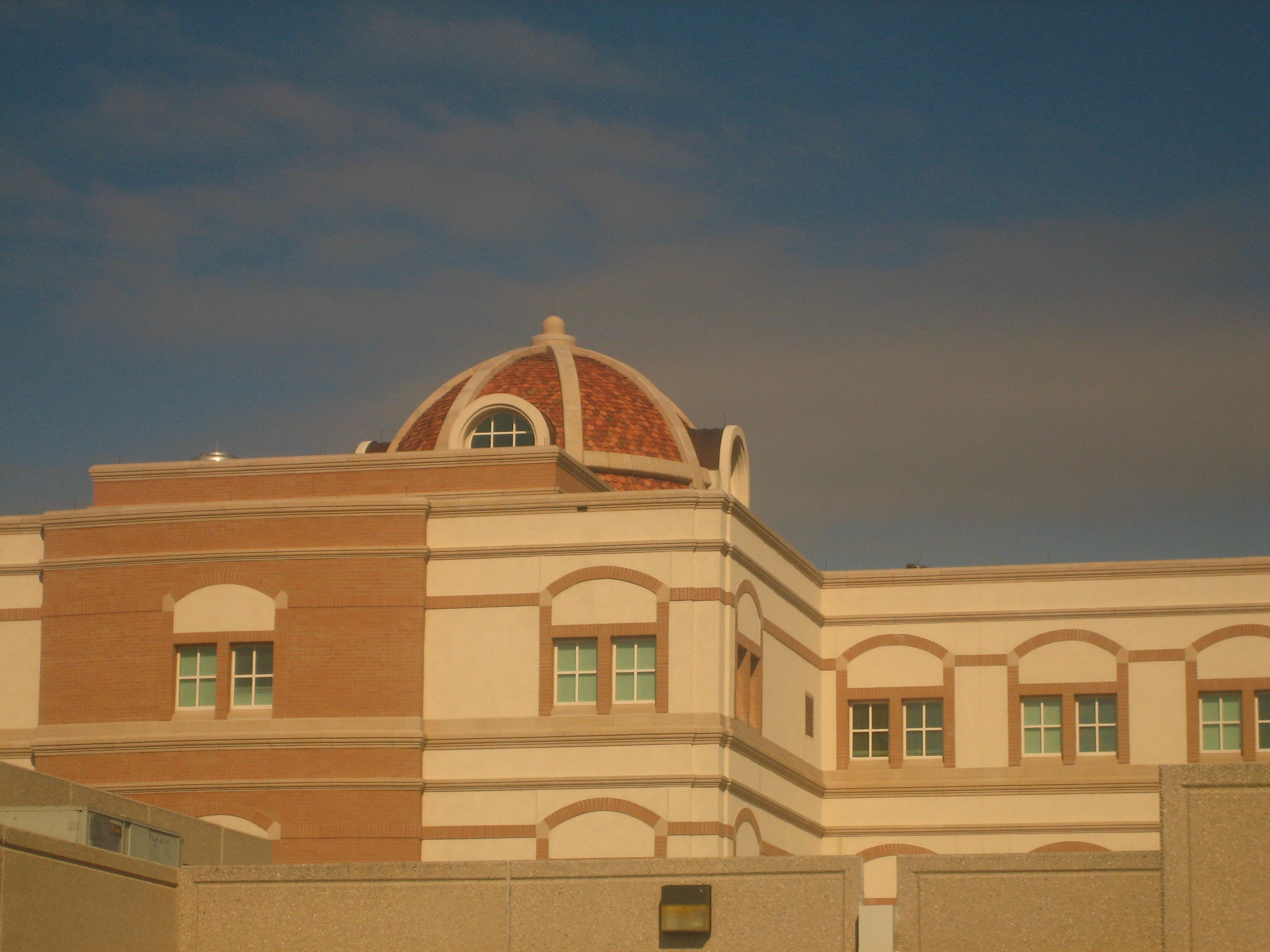
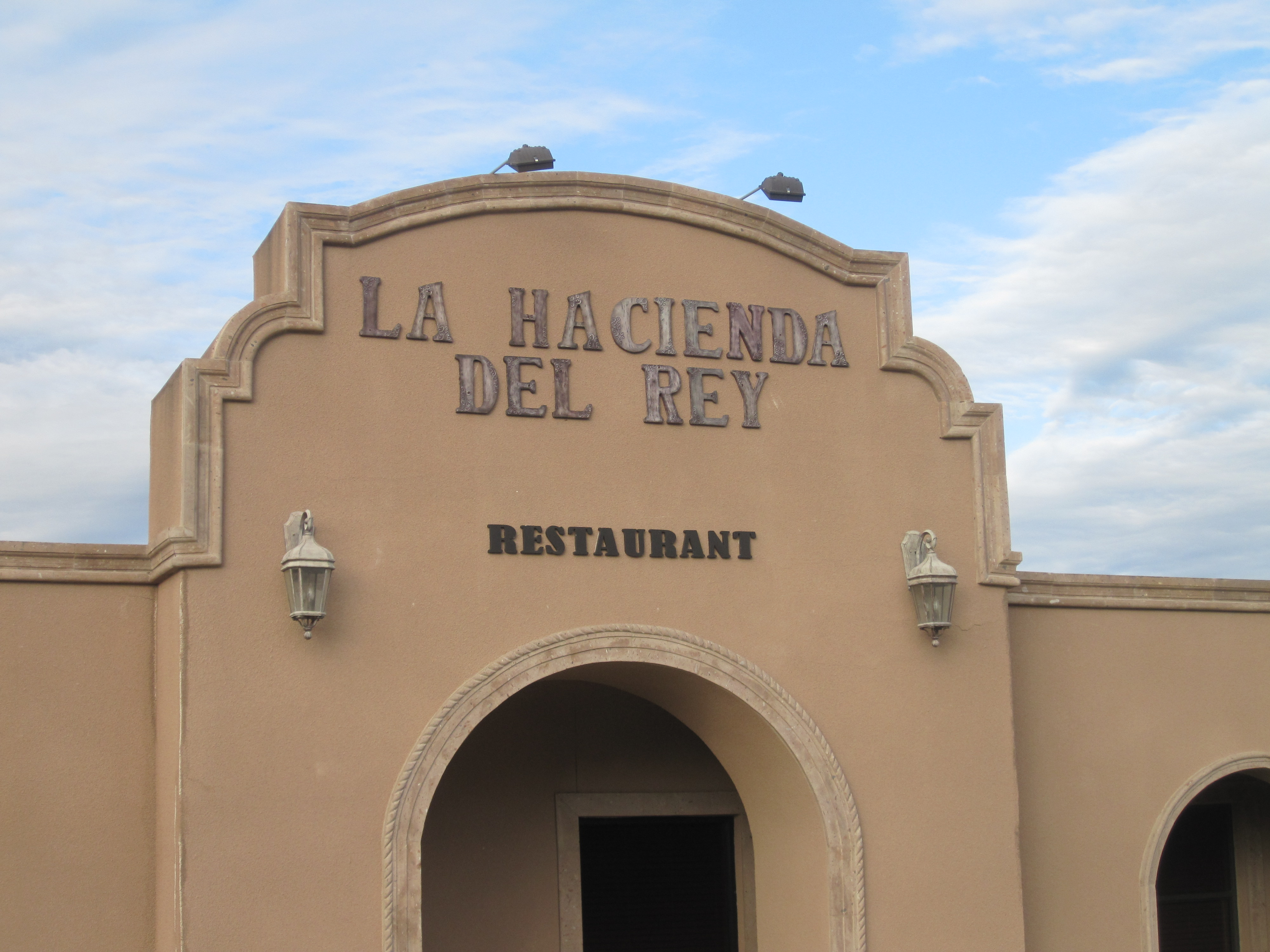
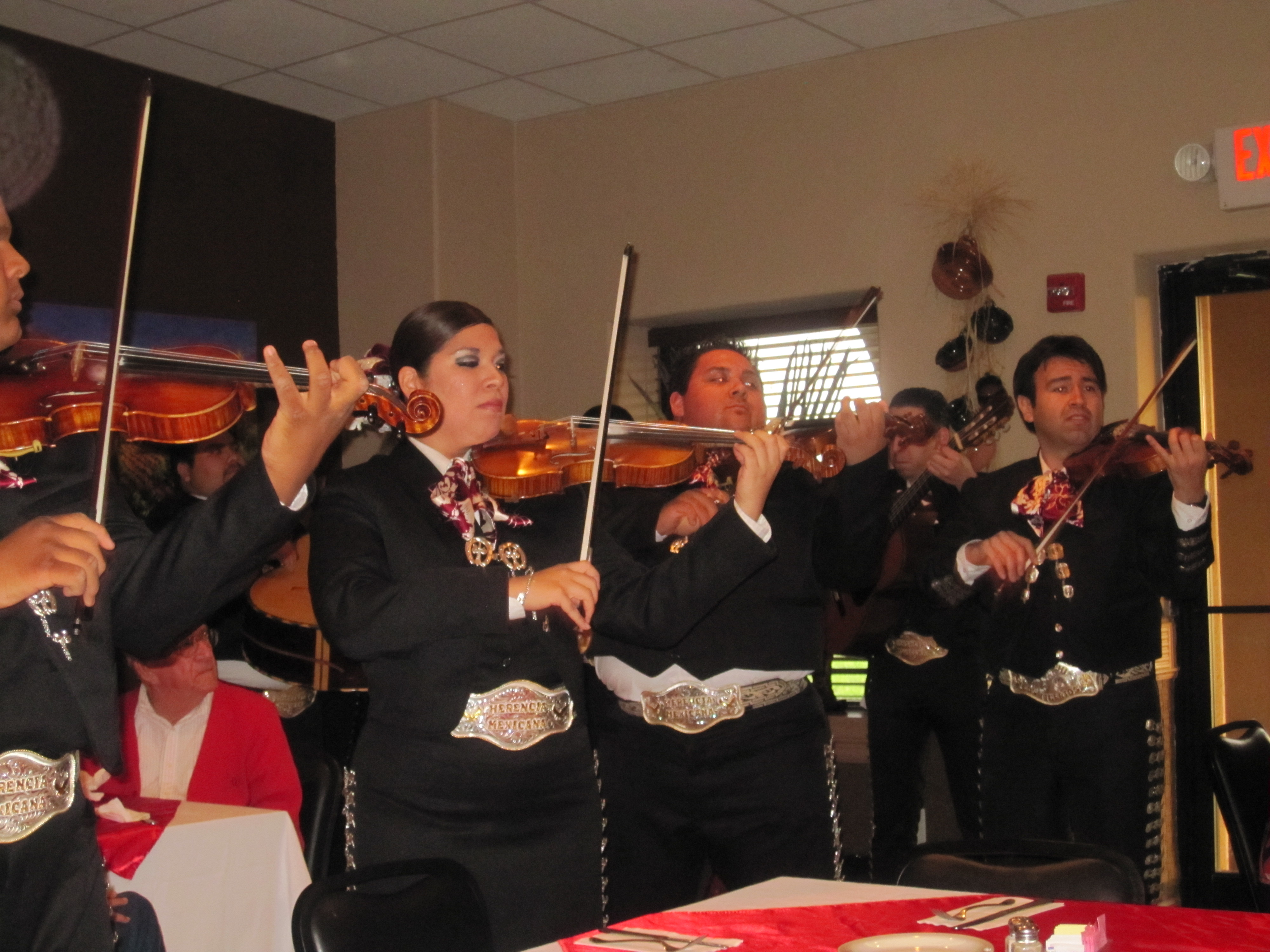